# Xã Jefferson, Quận Putnam, Indiana
Xã Jefferson (tiếng Anh: Jefferson Township) là một xã thuộc quận Putnam, tiểu bang Indiana, Hoa Kỳ. Năm 2010, dân số của xã này là 1.252 người.